# Fischerula subcaulis
Fischerula subcaulis är en svampart som beskrevs av Trappe 1975. Fischerula subcaulis ingår i släktet Fischerula, ordningen skålsvampar, klassen Pezizomycetes, divisionen sporsäcksvampar och riket svampar.   Inga underarter finns listade i Catalogue of Life.